# Juwann Winfree
Juwann Winfree (Manhattan, Nueva York, 4 de septiembre de 1996) es un jugador profesional estadounidense de fútbol americano que se desempeña en la posición de wide receiver en Indianapolis Colts, equipo de la National Football League (NFL).

## Carrera
Fue seleccionado en la sexta ronda en la Reunión Anual de Selección de Jugadores de la NFL de 2019. Hizo su debut profesional con el equipo Denver Broncos, en el cual jugó una temporada (2019-2020), después pasó a Green Bay Packers (2020-2023), luego a Indianapolis Colts, donde lleva jugando una temporada.